# 砂越駅
砂越駅（さごしえき）は、山形県酒田市砂越にある、東日本旅客鉄道（JR東日本）羽越本線の駅である。
余目駅から乗り入れる陸羽西線の列車も停車するが、2022年（令和4年）5月以降はバス代行となっている。代行バスについては「陸羽西線#バス代行輸送」を参照。

## 歴史
- 1914年（大正3年）12月24日：鉄道院（後に日本国有鉄道）酒田線（現・羽越本線）余目 - 酒田間開通に伴い開業[2][4]。
- 1972年（昭和47年）9月1日：貨物の取り扱いを廃止[2]。
- 1981年（昭和56年）4月1日：業務委託駅となる[4][5]。
- 1984年（昭和59年）2月1日：荷物扱いを廃止[2]。
- 1985年（昭和60年）3月14日：駅員無配置駅となる[6]（簡易委託化）。
- 1987年（昭和62年）4月1日：国鉄分割民営化により、JR東日本、日本貨物鉄道（JR貨物）の駅となる[2]。
- 2006年（平成18年）4月1日：JR貨物の駅が廃止[7]。
- 2014年（平成26年）4月1日：無人化[4]。
- 2022年（令和4年）5月14日：高屋道路の（仮称）高屋トンネル建設関連工事に伴い、陸羽西線からの羽越本線直通列車が運行休止、バス代行となる[3]。代行バスは駅前に乗り入れる。
- 2024年（令和6年）10月1日：えきねっとQチケのサービスを開始[1][8]。

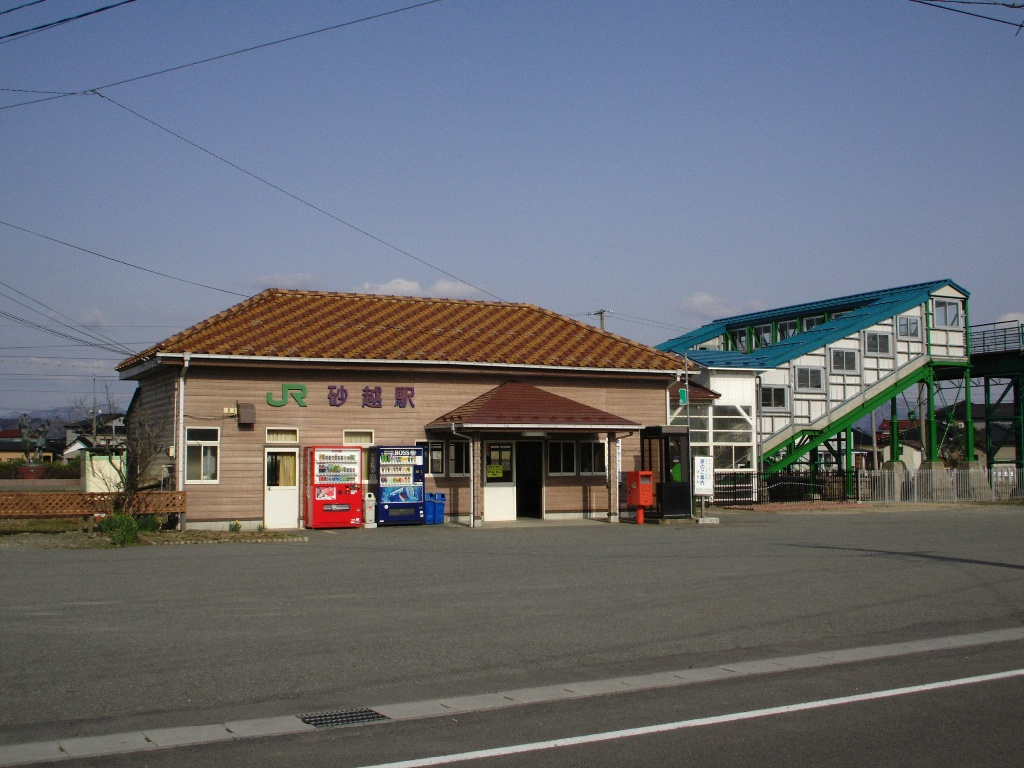
旧駅舎（2007年4月）

## 駅構造
島式ホーム1面2線を有する地上駅で、駅舎とホームは跨線橋で連絡している。ホーム上に「平田の里」と名付けられたブロンズ像がある。
酒田駅管理の無人駅である。2014年（平成26年）3月31日までは酒田市が受託する簡易委託駅であった。

### のりば
| 番線 | 路線                        | 方向 | 行先           |
| ---- | --------------------------- | ---- | -------------- |
| 1    | ■羽越本線 （■陸羽西線含む） | 下り | 酒田・秋田方面 |
| 2    | ■羽越本線                   | 上り | 鶴岡・新津方面 |
| 2    | ■陸羽西線                   | 上り | 新庄方面       |

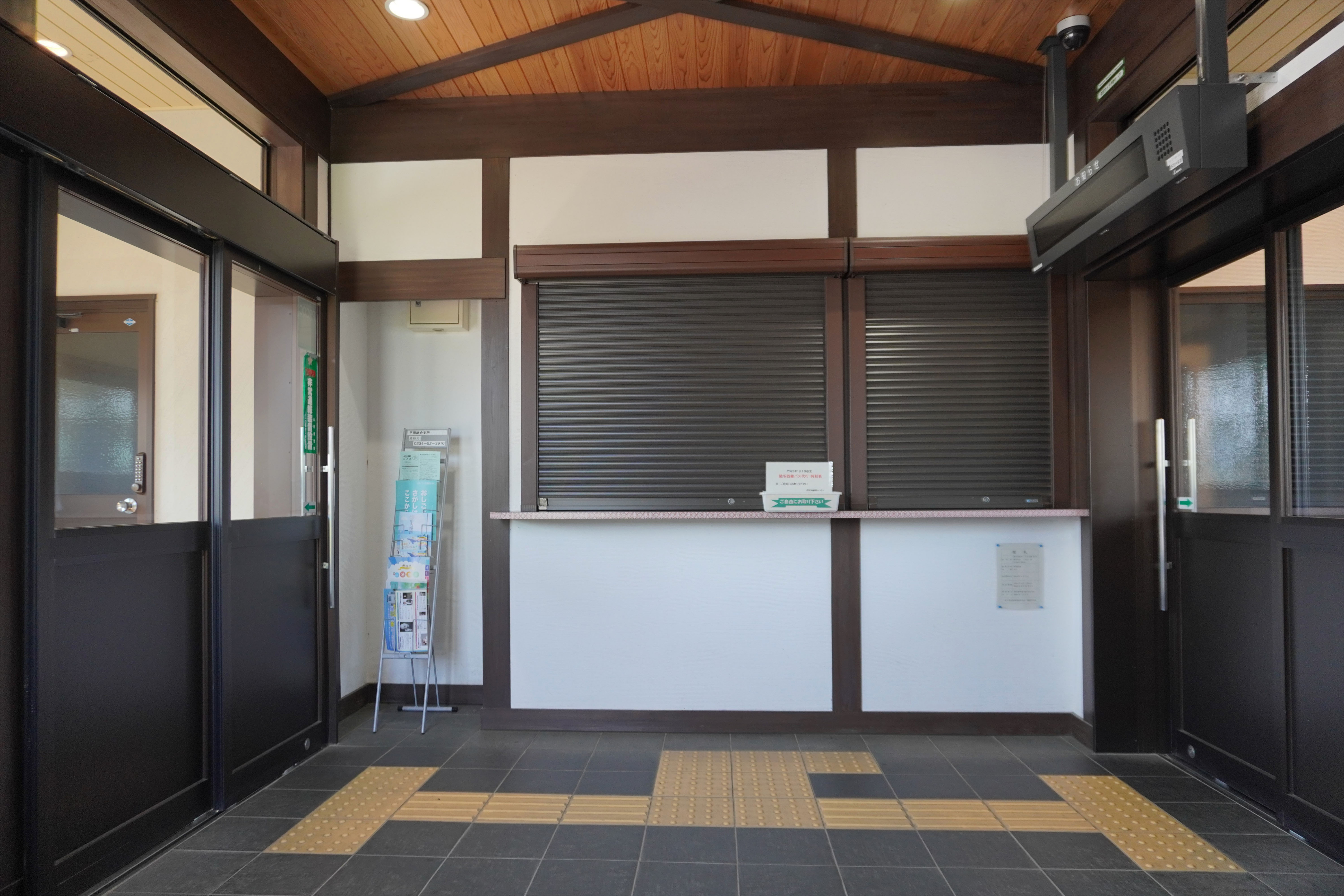
駅舎内（2023年7月）
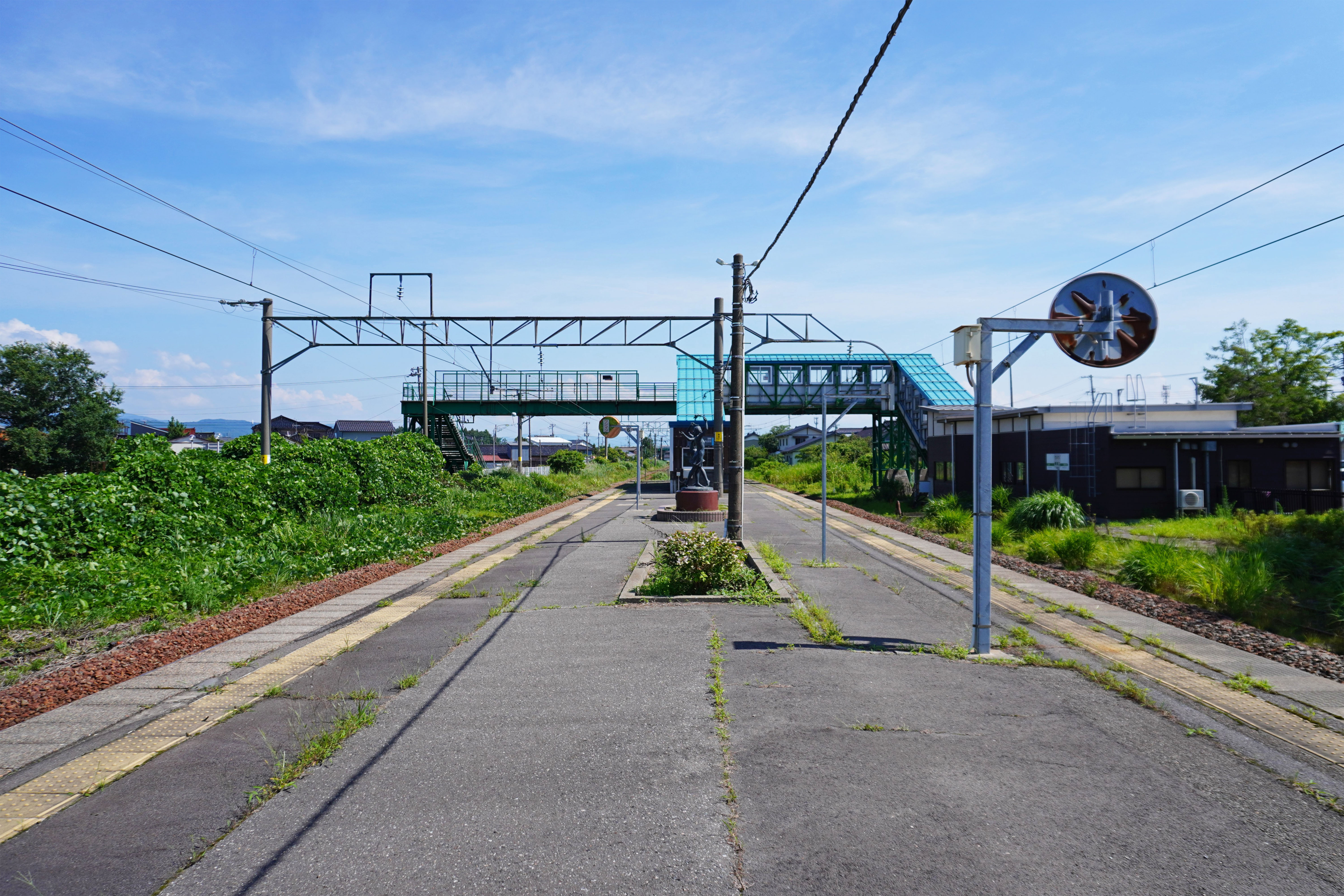
ホーム（2023年7月）
ブロンズ像（2007年4月）

## 利用状況
1955年度（昭和30年度）、1987年度（昭和62年度）- 2012年度（平成24年度）の1日平均乗車人員の推移は以下のとおりであった。

### 1955年度 - 1999年度
| 1日平均乗車人員推移 （1955年度 - 1999年度） | 1日平均乗車人員推移 （1955年度 - 1999年度） | 1日平均乗車人員推移 （1955年度 - 1999年度） |
| 年度                                        | 乗車人員                                    | 出典                                        |
| ------------------------------------------- | ------------------------------------------- | ------------------------------------------- |
| 1955年（昭和30年）                          | 960                                         | [ 利用客数 1 ]                              |
| 1987年（昭和62年）                          | 376                                         | [ 利用客数 2 ]                              |
| 1988年（昭和63年）                          | 322                                         | [ 利用客数 2 ]                              |
| 1989年（平成元年）                          | 338                                         | [ 利用客数 2 ]                              |
| 1990年（平成02年）                          | 326                                         | [ 利用客数 2 ]                              |
| 1991年（平成03年）                          | 326                                         | [ 利用客数 2 ]                              |
| 1992年（平成04年）                          | 360                                         | [ 利用客数 2 ]                              |
| 1993年（平成05年）                          | 348                                         | [ 利用客数 2 ]                              |
| 1994年（平成06年）                          | 345                                         | [ 利用客数 2 ]                              |
| 1995年（平成07年）                          | 346                                         | [ 利用客数 2 ]                              |
| 1996年（平成08年）                          | 344                                         | [ 利用客数 2 ]                              |
| 1997年（平成09年）                          | 344                                         | [ 利用客数 2 ]                              |
| 1998年（平成10年）                          | 340                                         | [ 利用客数 2 ]                              |
| 1999年（平成11年）                          | 320                                         | [ 利用客数 2 ]                              |

### 2000年度以降
| 1日平均乗車人員推移（2000年度以降） | 1日平均乗車人員推移（2000年度以降） | 1日平均乗車人員推移（2000年度以降） | 1日平均乗車人員推移（2000年度以降） | 1日平均乗車人員推移（2000年度以降） |
| 年度                                | 定期外                              | 定期                                | 合計                                | 出典                                |
| ----------------------------------- | ----------------------------------- | ----------------------------------- | ----------------------------------- | ----------------------------------- |
| 2000年（平成12年）                  |                                     |                                     | 335                                 | [ 利用客数 3 ]                      |
| 2001年（平成13年）                  |                                     |                                     | 331                                 | [ 利用客数 4 ]                      |
| 2002年（平成14年）                  |                                     |                                     | 315                                 | [ 利用客数 5 ]                      |
| 2003年（平成15年）                  |                                     |                                     | 295                                 | [ 利用客数 6 ]                      |
| 2004年（平成16年）                  |                                     |                                     | 265                                 | [ 利用客数 7 ]                      |
| 2005年（平成17年）                  |                                     |                                     | 254                                 | [ 利用客数 8 ]                      |
| 2006年（平成18年）                  |                                     |                                     | 235                                 | [ 利用客数 9 ]                      |
| 2007年（平成19年）                  |                                     |                                     | 235                                 | [ 利用客数 10 ]                     |
| 2008年（平成20年）                  |                                     |                                     | 229                                 | [ 利用客数 11 ]                     |
| 2009年（平成21年）                  |                                     |                                     | 205                                 | [ 利用客数 12 ]                     |
| 2010年（平成22年）                  |                                     |                                     | 186                                 | [ 利用客数 13 ]                     |
| 2011年（平成23年）                  |                                     |                                     | 188                                 | [ 利用客数 14 ]                     |
| 2012年（平成24年）                  | 20                                  | 178                                 | 198                                 | [ 利用客数 15 ]                     |

## 駅周辺
周辺は旧・平田町の中心地である。
- 酒田市役所平田総合支所役場
- 平田郵便局
- 砂越緑町簡易郵便局
- 平田牧場
- 岡畑白山神社

## バス路線

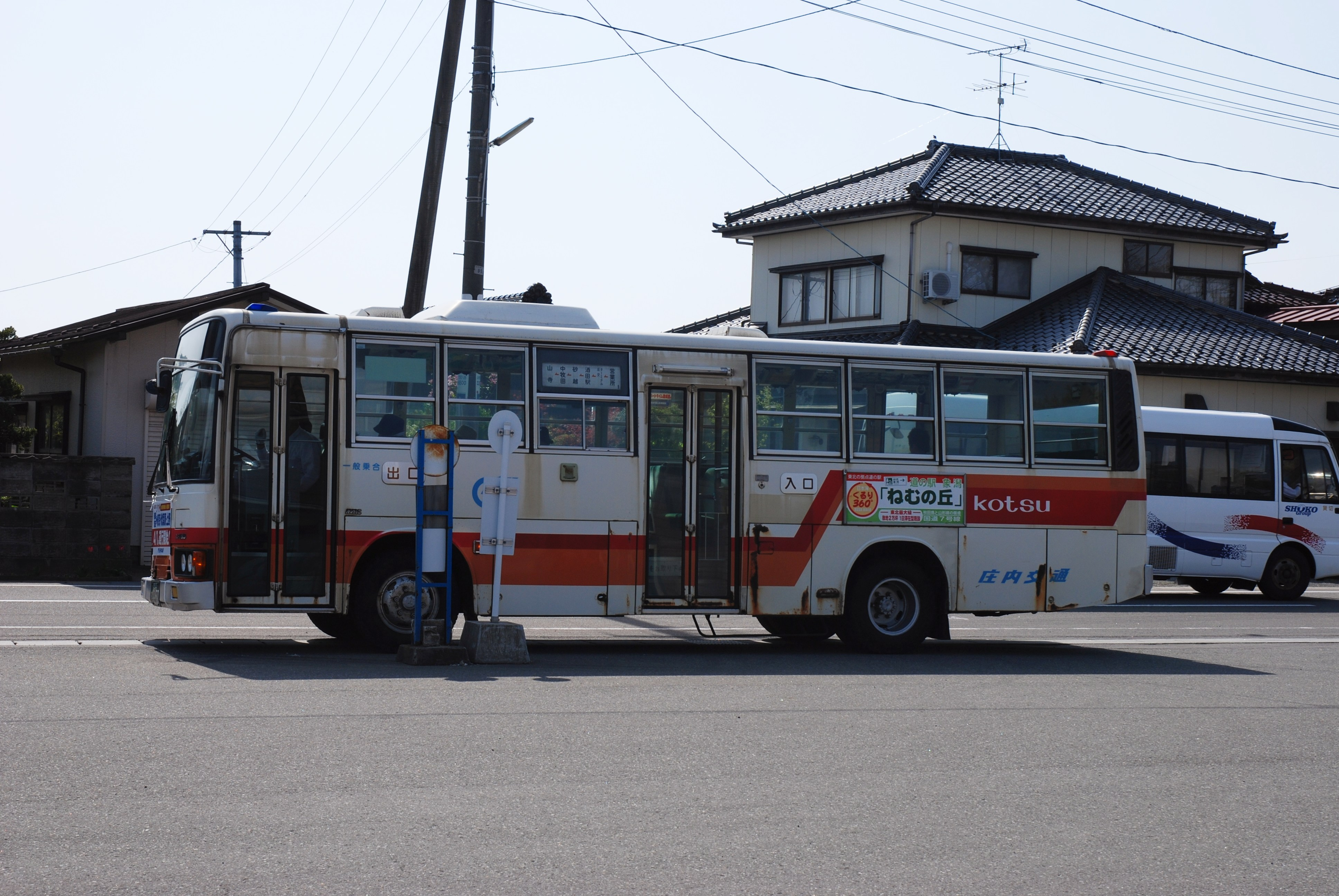
砂越駅前バス停（2009年）

「砂越駅前」停留所にて、以下の路線バスやタクシーが発着する。
- 庄内交通
  - ゆたか町／山寺川先
- 庄内交通観光バス・ハイヤー
  - 小林
  - 中の俣
  - 海ヶ沢
- 酒田市福祉乗合バス
  - 南遊佐コミュニティセンター前

## 隣の駅
東日本旅客鉄道（JR東日本）
■羽越本線・■陸羽西線（余目駅 - 酒田駅間は羽越本線）
北余目駅 - 砂越駅 - 東酒田駅

### 記事本文
1. 1 2 3 4 5  「駅の情報（砂越駅）：JR東日本」東日本旅客鉄道。2024年8月27日時点のオリジナルよりアーカイブ。2024年9月11日閲覧。
2. 1 2 3 4 5  石野哲 編『停車場変遷大事典 国鉄・JR編』 II（初版）、JTB、1998年10月1日、562-563頁。ISBN 978-4-533-02980-6。
3. 1 2  「国土交通省による「（仮称）高屋トンネル」の施工に伴う陸羽西線全線の運転取りやめとバスによる代行輸送のお知らせ (PDF)」（プレスリリース）、東日本旅客鉄道仙台支社、2022年3月24日。2022年5月13日閲覧。
4. 1 2 3  「山形県の鉄道輸送 (PDF)」『山形県』山形県鉄道利用・整備強化促進期成同盟会、2024年6月、53–56頁。2025年4月8日閲覧。
5. ↑  日本国有鉄道新潟鉄道管理局経理部情報管理室 編『鉄道要覧 昭和58年度』日本国有鉄道新潟鉄道管理局、1984年8月、16頁。全国書誌番号:86002576。
6. ↑  「通報 ●福知山線石生駅ほか147駅の駅員無配置について（旅客局）」『鉄道公報』（号外）日本国有鉄道総裁室文書課、1985年3月12日、15-16頁。
7. ↑  「貨物駅の廃止及び呼称の統一について (PDF)」（プレスリリース）、日本貨物鉄道、2006年3月16日。2021年3月17日時点のオリジナル (PDF)よりアーカイブ。2021年3月17日閲覧。
8. ↑  「Suicaエリア外もチケットレスで! 東北エリアから「えきねっとQチケ」がはじまります (PDF)」（プレスリリース）、東日本旅客鉄道、2024年7月11日。2024年8月11日閲覧。
9. 1 2 3  「JR東日本：駅構内図・バリアフリー情報（砂越駅）」東日本旅客鉄道。2024年5月3日閲覧。

### 利用状況
1. ↑  大平禎介 編『1957年版 山形県年鑑』山形新聞社、1956年12月30日、210頁。NDLJP:3002703。
2. ↑  山形県鉄道利用・整備強化促進期成同盟会「駅別乗車人員の推移 (PDF)」『『山形県の鉄道輸送』令和5年度版』山形県、2024年3月。2025年4月30日閲覧。
3. ↑  「JR東日本：各駅の乗車人員（2000年度）」東日本旅客鉄道。2025年7月25日閲覧。
4. ↑  「JR東日本：各駅の乗車人員（2001年度）」東日本旅客鉄道。2025年7月25日閲覧。
5. ↑  「JR東日本：各駅の乗車人員（2002年度）」東日本旅客鉄道。2025年7月25日閲覧。
6. ↑  「JR東日本：各駅の乗車人員（2003年度）」東日本旅客鉄道。2025年7月25日閲覧。
7. ↑  「JR東日本：各駅の乗車人員（2004年度）」東日本旅客鉄道。2025年7月25日閲覧。
8. ↑  「JR東日本：各駅の乗車人員（2005年度）」東日本旅客鉄道。2025年7月25日閲覧。
9. ↑  「JR東日本：各駅の乗車人員（2006年度）」東日本旅客鉄道。2025年7月25日閲覧。
10. ↑  「JR東日本：各駅の乗車人員（2007年度）」東日本旅客鉄道。2025年7月25日閲覧。
11. ↑  「JR東日本：各駅の乗車人員（2008年度）」東日本旅客鉄道。2025年7月25日閲覧。
12. ↑  「JR東日本：各駅の乗車人員（2009年度）」東日本旅客鉄道。2025年7月25日閲覧。
13. ↑  「JR東日本：各駅の乗車人員（2010年度）」東日本旅客鉄道。2025年7月25日閲覧。
14. ↑  「JR東日本：各駅の乗車人員（2011年度）」東日本旅客鉄道。2025年7月25日閲覧。
15. ↑  「JR東日本：各駅の乗車人員（2012年度）」東日本旅客鉄道。2025年7月25日閲覧。